# Püspöki kastély (Mecseknádasd)
A püspöki kastély vagy barokk kastély Mecseknádasdon, Baranya vármegyében található.
Klimó György pécsi püspök 1751 és 1753 között építtette fel – a délre néző domboldalon – a barokk stílusú nyaralót. Az épületet később iskolaként, illetve könyvtárként hasznosították. A 20. században oktatási intézményként használták az épületet. Az új iskola megépítése óta üresen áll, majd visszakerült egyházi tulajdonba. A kastélyt – Klimó György utóda, Scitovszky János pécsi püspök meghívására – a világhírű komponista, Liszt Ferenc is felkereste. Útban Pécs felé 1846. október 24-én itt szállt meg a művész, és itt komponálta a Pécsi Dalárda számára első magyar férfikari művét. Garay János Patakcsa című költeményére. Varga Imre Liszt Ferenc-mellszobra és a kastélyban Gebauer Ernő falfestménye őrzi e látogatás emlékét. A kastélyhoz arborétum is tartozott, melynek pusztulása a Pécs-Budapest közti út megépítésével kezdődött. A út kettészelte a gyönyörű kertet.
A kastély kerítéssel lezárt, rossz állapotban van, ablakait betörték.
A kastély falán emléktábla található a következő szöveggel:
E házban éjszakázott Liszt Ferenc a világhírű magyar zeneköltő Szekszárdról Pécsre utaztában 1846 október 24-én. Ekkor írta férfikarénekét Garay Jánosnak "A pataknál" című versére. Ez volt első szerzeménye magyar szövegre. 1870. szeptember 24-én ide újból visszatért.

## Jelenlegi használata
A 20. században oktatási intézményként használták, ám az új iskola megépítése óta üresen áll, és visszakerült az egyház tulajdonába.